# Skeid Fotball
L'Skeid Fotball és un club de futbol noruec de la ciutat d'Oslo.

## Història
El club va ser fundat l'1 de gener de 1915 amb el nom de Kristiania BK. El 1925 es fusiona amb el Frem 14 adoptant el nom de FK Skeid. L'any 1929 adopta els colors vermell i blau.

## Palmarès
- Lliga noruega de futbol (1):
  - 1966

- Copa noruega de futbol (8):
  - 1947, 1954, 1955, 1956, 1958, 1963, 1965, 1974

- Campionat d'Oslo de futbol (2):
  - 1940, 1945

- Campionat regional (1):
  - 1929

## Jugadors destacats
1950s i 60s
- Trygve Bornø
- Harald Hennum
- Kjell Kaspersen
- Hans Nordahl
- Finn Thorsen
- Arne Winther

1970s
- Jan Birkelund
- Tor Egil Johansen
- Per Egil Nygård
- Morten Vinje

1990s
- Morten Berre
- Freddy dos Santos
- Dagfinn Enerly
- Christer George
- Tom Henning Hovi
- Kjell Roar Kaasa
- Mike Kjølø

2000s
- Mohammed Abdellaoue "Moa"
- Daniel Braaten
- Daniel Fredheim Holm
- Stian Theting